# جائزة إسبانيا الكبرى 2011
جائزة إسبانيا الكبرى 2011 هو سباق فورمولا 1 أقيم بتاريخ 22 مايو 2011 في حلبة دي كاتلونيا، برشلونة، إسبانيا. كان الخامس من أصل 19 في بطولة العالم لسباقات الفورمولا واحد موسم 2011. حلّ الألماني سباستيان فيتل أولا بينما جاء البريطاني لويس هاملتون في المركز الثاني وحصل على المركز الثالث البريطاني جنسن باتون.